# Barwałd Dolny
Barwałd Dolny (prononciation : [ˈbarvawd ˈdɔlnɨ]) est une localité polonaise de la gmina et du powiat de Wadowice en voïvodie de Petite-Pologne.